# 황해선
황해선(黃海線)은 황해도 지역의 협궤 철도 몇 개를 부르던 통칭이다. 1944년 4월 1일 조선총독부에 매수되어 국유화되었으며, 동시에 토해선, 옹진선, 사장선, 사해선, 하성선, 내토선, 정도선 등으로 노선명이 변경되며 분리되었다.
현재 일부노선은 폐지 또는 이설되고 표준궤로 개궤되어 황해청년선과 은률선의 일부구간, 장연선, 옹진선, 배천선으로 남아 있다.

## 역목록
다음의 역목록은 1944년 4월 1일을 기준으로 한다.

### 장연선 또는 사장선(사리원역~장연역)
- 장연선 문서를 참고하시오.

### 사해선(상해역~해주항역)
| 역이름         | 영업거리 (km) | 접속노선       | 소재지 (1944년 당시) | 소재지 (1944년 당시) | 비고                     |
| -------------- | ------------- | -------------- | -------------------- | -------------------- | ------------------------ |
| 삼강(三江)     | 0.0           | 장연선(은률선) | 황해도               | 재령군               | 구역명: 상해역(上海驛)   |
| 광탄(廣灘)     | 6.0           |                | 황해도               | 재령군               |                          |
| 석탄(石灘)     | 10.8          |                | 황해도               | 재령군               |                          |
| 화산(花山)     | 12.9          | 내토선         | 황해도               | 재령군               |                          |
| 장수산(長壽山) | 16.2          |                | 황해도               | 재령군               |                          |
| 미력(未力)     | 20.9          |                | 황해도               | 재령군               |                          |
| 신원(新院)     | 30.6          | 하성선         | 황해도               | 재령군               |                          |
| 염탄(鹽灘)     | 37.5          |                | 황해도               | 재령군               |                          |
| 신주막(新酒幕) | 45.8          |                | 황해도               | 벽성군               |                          |
| 학현(鶴峴)     | 52.6          |                | 황해도               | 벽성군               |                          |
| 동해주(東海州) | 59.0          | 토해선         | 황해도               | 해주부               |                          |
| 청양(靑陽)     | 62.1          |                | 황해도               | 해주부               | 1937년 이후 신설         |
| 동포(東浦)     | 65.1          |                | 황해도               | 해주부               |                          |
| 해주항(海洲港) | 66.5          |                | 황해도               | 해주부               | 1937년도의 영업거리 적용 |

### 내토선(화산역~내토역)
| 역이름     | 영업거리 (km) | 접속노선 | 소재지 (1944년 당시) |
| ---------- | ------------- | -------- | -------------------- |
| 화산(花山) | 0.0           | 사해선   | 황해도 재령군        |
| 내토(內土) | 2.1           |          | 황해도 재령군        |

### 하성선(신원역~하성역)
- 황해청년선 문서를 참고하시오.

### 토해선(토성역~해주역)
- 토해선 및 배천선 문서를 참고하시오.

### 옹진선(해주역~옹진역)
- 옹진선 문서를 참고하시오.

### 정도선(동포역~정도역)
- 정도선 문서를 참고하시오.

## 관련 문화
소설가 이상은 단편 〈지팽이 역사〉에서 황해선을 다음과 같이 묘사하였다.
| “ | 대체로 이 황해선이라는 철도의 「레일」폭은 너무 좁아서 똑 「튜럭 크레일」폭만한 것이 참 앙증스럽습니다. 그리로 굴러 다니는 기차 그 기차를 끌고 달리는 기관차야말로 가엽서 눈물이 날 지경입니다. 그야말로 사람이 치우면 사람이 다칠지는 기관차가 다칠지는 참 알 수 없을 만치 귀엽고도 갸륵한 데다가 그래도 「크롯싱」에 오면 말뚝에다가 간판을 써서 가로되 「기차에 조심」그것을 읽은 다음에 나는 S더러 농담으로 그 간판을 사람에게 보이는 쪽에는 「기차에 조심」그렇게 쓰고 기차에서 보이는 쪽에는 「사람에 조심」 그렇게 따로따로 썼으면 여러 가지 의미로 보아 좋겠다고 그래 보았더니 뜻밖에 S 또 찬성하였습니다. S의 그 인생관을 집어 넣어 가지고 다니는 가방은 캡을 쓴 여관 심부름꾼 녀석이 들고 벌써 「플랫폼」에 들어서서 저쪽 기차가 올 쪽을 열심으로 바라보고 섰는지라 시간은 좀 남았는데 혹 그 「갸꾸비끼」 녀석이 그 가방 속에 든 인생관을 건드리지나 않을까 겁이 나서 얼른 그 가방을 이리 빼앗으려고 얼른 우리도 개찰을 통과하여서 「플랫폼」으로 가는데 여관 「뽀오이」가 「갸꾸비끼」나 호텔 자동차 운전수들은 일년간 입장권을 한꺼번에 샀는지는 모르지만 함부로 드나드는데 다른 사람은 전송을 하려 「플랫폼」에 들어가자면 입장권을 사야된다고 역부가 강경하게 막는지라 그럼 입장권 값은 얼마냐고 그랬드니 십전이라고 그것 참 비싸다고 그랬드니 역부가 힐끗 십전이 무엇이 호되어서 그리느냐는 눈으로 그 사람을 보니까 그 사람은 그만 십전이 아까워서 그 사람의 친한 사람의 전송을 「플랫폼」에서 하는 것만은 중지하는 모양입니다. 장난감 같은 「씨그낼」이 떨어지더니 갸륵한 기관차가 연기를 제법 펄석펄석 뿜으면서 기적도 슥 한번 울려보면서 들어옵니다. 금테를 둘이나 둘는 월급을 많이 타는 높은 역장과 금테를 하나밖에 아니 둘는 월급을 좀 적게 타는 조역이 나와 섰다가 그 의례히 주고 받고 하는 굴렁쇠를 이 얌전하게 생긴 기차도 역시 주고 받는지라 하도 어줍지 않아서 S와 나와는 그래도 이 기차를 타기는 타야 하겠지만도 원체 겁도 나고 가엾기도 하여서 몸뚱이가 조곰 해지는 것 같아서 간즐리우는 것처럼 남 보기에 좀 쳐다 보일만치 웃었습니다. 종이 울리고 호르라기가 불리고 하는 체는 다 하느라고 기적이 쓱 한번 울리고 기관차에서 픽- 소리가 났읍니다. 기차가 떠납니다. 십전이 아까와서 「플랫폼」에 들어오지 아니한 맥모자를 쓴 사람이 누구를 향하여 그리는지 쭈굴쭈굴한 정하지도 못한 손수건을 흔드는 것이 보였습니다. 칙칙푹팍 칙칙푹팍 그리면서 징검다리로도 넉넉한 개천에 놓인 철교를 건너갈 때 같은데는 제법 흡사하게 기차는 소리를 내일줄 아는 것이 아닙니까. | ” |